# Ekkehart Reimer
Ekkehart Reimer (* 2. November 1969 in Bonn) ist ein deutscher Rechtswissenschaftler mit dem Schwerpunkt des europäischen und internationalen Steuerrechts. Er lehrt an der Ruprecht-Karls-Universität Heidelberg.

## Leben
Nach seinem Schulbesuch am Collegium Josephinum Bonn legte er 1989 dort sein Abitur ab. Zwischen 1991 und 1993 studierte er Rechtswissenschaften in Heidelberg und München, wo er auch die beiden Staatsexamina ablegte. 2003 wurde Reimer an der Universität München mit seiner Schrift Der Ort des Unterlassens. Die ursprungsbezogene Behandlung von Entgelten für Untätigkeit im Internationalen Steuerrecht promoviert. Zwei Jahre später habilitierte er sich mit seinem Werk Die Bewältigung von Interessenkollisionen bei Amts- und Mandatsträgern. Rechtsstoff – Normstrukturen – Grundfragen und erhielt die Venia legendi für die Fächer Staats- und Verwaltungsrecht mit Europarecht, Finanz- und Steuerrecht.
Seit dem Wintersemester 2005/2006 ist Reimer am Lehrstuhl für Öffentliches Recht und Prinzipien des Europäischen und Internationalen Steuerrechts an der Ruprecht-Karls-Universität Heidelberg tätig, erst als Vertreter, seit 4. Juli 2006 als dessen Inhaber. Er ist geschäftsführender Direktor des Instituts für Finanz- und Steuerrecht der Universität Heidelberg. 2008 lehnte er einen Ruf an die Universität Mannheim ab. Reimer war zwischen 2009 und 2013 Richter im Nebenamt am Verwaltungsgerichtshof Baden-Württemberg. Reimer ist Mitgründer und seit 2017 gemeinsam mit Heribert Anzinger, Michael Gertz, Jan C. Schuhr und anderen Leiter des interdisziplinären Promotionskollegs „Digitales Recht“.
Von 2018 bis 2020 war er Dekan der Heidelberger Juristischen Fakultät.
Im September 2019 gehörte er zu den etwa 100 Staatsrechtslehrern, die sich mit dem offenen Aufruf zum Wahlrecht Verkleinert den Bundestag! an den Deutschen Bundestag wandten. Er gehörte von 2022 bis 2024 dem Vorstand der Vereinigung der Deutschen Staatsrechtslehrer an.
Reimer ist seit 2020 Vorsitzender des Vereins Cusanuswerk e.V.

## Kritik und Kontroversen
In seine Amtszeit als Dekan fiel eine umstrittene Berufung zur Honorarprofessur für den CDU-Politiker Stephan Harbarth, deren Zustandekommen Reimer jedoch stets gegen den Vorwurf politischer Gefälligkeiten verteidigte. Dennoch veröffentlichte Reimer die Namen der externen Gutachter nicht.
Im Vorfeld der öffentlichen Debatte um die Nominierung von Frauke Brosius-Gersdorf zur Wahl von Richtern des Bundesverfassungsgerichts ergänzte Reimer im Juni 2025 deren Eintrag in der deutschsprachigen Wikipedia um ihre juristischen Positionen zum Schwangerschaftsabbruch, fünf Tage bevor die Öffentlichkeit von der Nominierung Brosius-Gersdorfs erfuhr; zu diesem Zeitpunkt wurde ihre Nominierung von Insidern bereits gemutmaßt. Reimer begründete die Bearbeitung mit einer unzureichenden Darstellung des Themas und kritisierte Brosius-Gersdorf später öffentlich als „Aktivistin“. Patrick Bahners nannte diese Ergänzung der Wikipedia in der FAZ „Angriff aus dem Hinterhalt“. Brosius-Gersdorf zog ihre Kandidatur am 7. August 2025 zurück.

## Autor und Herausgeberschaften
Ekkehart Reimer ist Autor und Herausgeber zahlreicher wissenschaftlicher Schriften. Unter anderem war er zusammen mit Simon Kempny Gutachter der öffentlich-rechtlichen Abteilung des 70. Deutschen Juristentages, in dem er sich mit der Neuordnung der Finanzbeziehungen von Bund, Ländern und Kommunen beschäftigte und tiefgreifende Reformen vorschlug. Zusammen mit Alexander Rust, Wien, gibt Reimer einen englischsprachigen Großkommentar zum Recht der Doppelbesteuerungsabkommen heraus, der von Klaus Vogel begründet wurde. Daneben ist Reimer Herausgeber zahlreicher weiterer Schriftenreihen und Zeitschriften und verfügt über umfangreiche Veröffentlichungen, insbesondere zu Fragestellungen des internationalen Steuerrechts.

## Mitgliedschaften
Reimer ist Mitglied zahlreicher wissenschaftlicher Vereinigungen:
- Vereinigung der Deutschen Staatsrechtslehrer (VDStRL)
- Deutsche Steuerjuristische Gesellschaft (DStJG) und Wissenschaftlicher Beirat der DStJG
- Deutsche Gesellschaft für Internationales Recht (DGIR)
- Internationale Vereinigung für Steuerrecht (International Fiscal Association, IFA)
- European Association of Tax Law Professors (EATLP)
- Arbeitskreis Steuergeschichte (AKSG)
- Wissenschaftlicher Arbeitskreis Steuerrecht des DWS-Instituts
- Netzwerk empirische Steuerforschung (NeSt)
- Beirat Steuerrecht der Zeitschrift Spektrum der Rechtswissenschaft
- Görres-Gesellschaft zur Pflege der Wissenschaften
- Deutscher Juristentag
- Deutscher Hochschulverband
- Steuerrechtswissenschaftliche Vereinigung Heidelberg e.V.
- Heidelberger Rechtshistorische Gesellschaft (HRG)
- Cusanuswerk (Vorsitzender)[4]